# Funciones de Lommel
Las funciones de Lommel son funciones especiales las soluciones de la ecuación diferencial de Lommel que es una forma inhomogenea de la ecuación diferencial de Bessel:

(1)
{\displaystyle z^{2}{\frac {d^{2}y}{dz^{2}}}+z{\frac {dy}{dz}}+(z^{2}-\nu ^{2})y=z^{\mu +1}.}

Las soluciones de esta ecuación pueden representarse como combinanciones lineales de las llamadas funciones de Lommel, de las que hay dos tipos las funciones sμ,ν(z) y las funciones Sμ,ν(z), introducidas originalmente por Eugen von Lommel (1880):

{\displaystyle s_{\mu ,\nu }(z)={\frac {1}{2}}\pi \left[Y_{\nu }(z)\int _{0}^{z}z^{\mu }J_{\nu }(z)\,dz-J_{\nu }(z)\int _{0}^{z}z^{\mu }Y_{\nu }(z)\,dz\right]}
{\displaystyle \displaystyle S_{\mu ,\nu }(z)=s_{\mu ,\nu }(z)-{\frac {2^{\mu -1}\Gamma ({\frac {1+\mu +\nu }{2}})}{\pi \Gamma ({\frac {\nu -\mu }{2}})}}\left(J_{\nu }(z)-\cos(\pi (\mu -\nu )/2)Y_{\nu }(z)\right)}

donde Jν(z) es una función de Bessel de primera especie, y Yν(z) una función de Bessel de segunda especie.